# Asociația răufăcătorilor
Association de malfaiteurs este un film de comedie francez din 1987 regizat de Claude Zidi.

## Rezumat
Thierry, Gérard, Francis și Daniel, prieteni și foști colegi la HEC Paris, participă la o seară organizată de școală. Gérard și Thierry sunt parteneri de afaceri acuzați că au furat un seif de la un magnat bogat în acest sitcom. O farsă se întoarce când cei doi îl fac pe colegul lor Daniel să creadă că a câștigat la loterie. Proprietarul seifului sună la poliție, care urmărește duoul intrigători. Cei doi jefuiesc a doua oară seiful pentru a acoperi pierderea banilor furați la primul jaf. Monique este senzuala comisar de poliție și fosta iubită a victimei jafului care investighează ciudatul caz.

## Distribuție
- François Cluzet ca Thierry
- Christophe Malavoy ca Gerard
- Véronique Genest ca Monique Lemercier
- Jean-Claude Leguay ca Daniel
- Jean-Pierre Bisson ca Bernard Hassler
- Claire Nebout ca Claire
- Gérard Lecaillon ca Francisco